# Atletismo nos Jogos Olímpicos de Verão de 2016 - Salto triplo feminino
A competição do salto triplo feminino do atletismo nos Jogos Olímpicos de Verão de 2016 aconteceu entre os dias 13 e 14 de agosto no Estádio Olímpico.

## Calendário
Horário local (UTC-3).
| Data                          | Horário | Fase          |
| ----------------------------- | ------- | ------------- |
| Sábado, 13 de agosto de 2016  | 9:40    | Eliminatórias |
| Domingo, 14 de agosto de 2016 | 20:55   | Final         |

## Medalhistas
| Ouro   | COL Caterine Ibargüen |
| Prata  | VEN Yulimar Rojas     |
| Bronze | KAZ Olga Rypakova     |

## Recordes
Antes desta competição, os recordes mundiais e olímpicos da prova eram os seguintes:
| Tipo | Atleta                 | Marca   | Local      | Data                 |
| ---- | ---------------------- | ------- | ---------- | -------------------- |
|      | Inessa Kravets         | 15,50 m | Gotemburgo | 10 de agosto de 1995 |
|      | Françoise Mbango Etone | 15,39 m | Pequim     | 17 de agosto de 2008 |

## Resultados

### Eliminatórias
Qualificação: 14,30m (Q) ou os 12 melhores qualificados (q) avançam para as finais.
| Pos. | Grupo | Atleta                  | CON                      | #1    | #2    | #3    | Resultado | Notas                |
| ---- | ----- | ----------------------- | ------------------------ | ----- | ----- | ----- | --------- | -------------------- |
| 1    | B     | Caterine Ibargüen       | COL Colômbia             | 14.52 |       |       | 14.52     | Q                    |
| 2    | A     | Paraskevi Papachristou  | GRE Grécia               | 13.83 | 14.43 |       | 14.43     | Q                    |
| 3    | B     | Olga Rypakova           | KAZ Cazaquistão          | 14.10 | 14.39 |       | 14.39     | Q                    |
| 4    | B     | Kristin Gierisch        | GER Alemanha             | 13.97 | 13.81 | 14.26 | 14.26     | q                    |
| 5    | A     | Kristiina Mäkelä        | FIN Finlândia            | 13.73 | 14.01 | 14.24 | 14.24     | q,                   |
| 6    | B     | Kimberly Williams       | JAM Jamaica              | 14.19 | 14.03 | 14.22 | 14.22     | q                    |
| 7    | A     | Yulimar Rojas           | VEN Venezuela            | 14.21 | 13.79 | 12.89 | 14.21     | q                    |
| 8    | A     | Hanna Knyazyeva-Minenko | ISR Israel               | x     | x     | 14.20 | 14.20     | q                    |
| 9    | B     | Patrícia Mamona         | POR Portugal             | 13.80 | 14.07 | 14.18 | 14.18     | q                    |
| 10   | B     | Anna Jagaciak-Michalska | POL Polônia              | 14.04 | 14.13 | x     | 14.13     | q                    |
| 11   | A     | Susana Costa            | POR Portugal             | 13.70 | 13.72 | 14.12 | 14.12     | q                    |
| 12   | B     | Keturah Orji            | USA Estados Unidos       | x     | 14.08 | x     | 14.08     | q                    |
| 13   | A     | Jenny Elbe              | GER Alemanha             | 14.00 | 13.85 | 14.02 | 14.02     |                      |
| 14   | A     | Shanieka Thomas         | JAM Jamaica              | 13.95 | 13.95 | 14.02 | 14.02     |                      |
| 15   | B     | Christina Epps          | USA Estados Unidos       | 14.01 | x     | x     | 14.01     |                      |
| 16   | A     | Elena Panțuroiu         | ROU Romênia              | 14.00 | x     | 13.68 | 14.00     |                      |
| 17   | B     | Dana Velďáková          | SVK Eslováquia           | 13.74 | 13.98 | x     | 13.98     |                      |
| 18   | B     | Olha Saladukha          | UKR Ucrânia              | 13.77 | 13.97 | 13.61 | 13.97     |                      |
| 19   | A     | Jeanine Assani Issouf   | FRA França               | 13.51 | x     | 13.97 | 13.97     |                      |
| 20   | A     | Yosiris Urrutia         | COL Colômbia             | 13.67 | 13.95 | x     | 13.95     |                      |
| 21   | A     | Andrea Geubelle         | USA Estados Unidos       | 13.67 | x     | 13.93 | 13.93     |                      |
| 22   | B     | Gabriela Petrova        | BUL Bulgária             | x     | 13.50 | 13.92 | 13.92     |                      |
| 23   | B     | Núbia Soares            | BRA Brasil               | x     | 13.81 | 13.85 | 13.85     |                      |
| 24   | A     | Keila Costa             | BRA Brasil               | x     | 13.62 | 13.78 | 13.78     |                      |
| 25   | A     | Liadagmis Povea         | CUB Cuba                 | 13.60 | 13.63 | 13.55 | 13.78     |                      |
| 26   | A     | Ruslana Tsykhotska      | UKR Ucrânia              | 13.16 | 13.19 | 13.63 | 13.63     |                      |
| 27   | B     | Ana José Tima           | DOM República Dominicana | 13.61 | 13.59 | 13.28 | 13.61     |                      |
| 28   | B     | Dariya Derkach          | ITA Itália               | 13.19 | 13.55 | 13.56 | 13.56     |                      |
| 29   | B     | Yekaterina Ektova       | KAZ Cazaquistão          | 13.38 | 13.31 | 13.51 | 13.51     |                      |
| 30   | B     | Cristina Bujin          | ROU Romênia              | x     | x     | 13.38 | 13.38     |                      |
| 31   | B     | Iryna Vaskouskaya       | BLR Bielorrússia         | 12.85 | 13.35 | 13.23 | 13.35     |                      |
| 32   | A     | Patricia Sarrapio       | ESP Espanha              | 13.35 | x     | x     | 13.35     |                      |
| 33   | A     | Irina Ektova            | KAZ Cazaquistão          | x     | 13.17 | 13.33 | 13.33     |                      |
| 34   | B     | Li Xiaohong             | CHN China                | 13.30 | x     | 13.25 | 13.30     | Recorde da temporada |
| 35   | A     | Natallia Viatkina       | BLR Bielorrússia         | x     | 13.14 | 13.25 | 13.25     |                      |
| 36   | B     | Joëlle Mbumi Nkouindjin | CMR Camarões             | 13.11 | 12.33 | 12.58 | 13.11     |                      |
| 37   | A     | Thea LaFond             | DMA Dominica             | 12.82 | x     | x     | 12.82     |                      |

### Final
| Pos.              | Atleta                  | CON                | #1    | #2    | #3    | #4          | #5          | #6          | Resultado | Notas                |
| ----------------- | ----------------------- | ------------------ | ----- | ----- | ----- | ----------- | ----------- | ----------- | --------- | -------------------- |
| Medalha de ouro   | Caterine Ibargüen       | COL Colômbia       | 14.65 | 15.03 | 14.38 | 15.17       | 14.76       | 14.80       | 15.17     | Recorde da temporada |
| Medalha de prata  | Yulimar Rojas           | VEN Venezuela      | 14.32 | x     | 14.87 | 14.98       | 14.66       | 14.95       | 14.98     |                      |
| Medalha de bronze | Olga Rypakova           | KAZ Cazaquistão    | 14.73 | 14.49 | 14.52 | 14.20       | 14.74       | 14.58       | 14.74     | Recorde da temporada |
| 4                 | Keturah Orji            | USA Estados Unidos | 14.71 | x     | x     | 14.50       | 14.40       | 14.39       | 14.71     | Recorde nacional     |
| 5                 | Hanna Knyazyeva-Minenko | ISR Israel         | 14.25 | 14.39 | 14.32 | 14.68       | x           | 14.33       | 14.68     | Recorde da temporada |
| 6                 | Patrícia Mamona         | POR Portugal       | 14.39 | 14.14 | 14.45 | 14.42       | 14.65       | 14.59       | 14.65     | Recorde nacional     |
| 7                 | Kimberly Williams       | JAM Jamaica        | 14.33 | 14.48 | x     | 14.38       | x           | 14.53       | 14.53     |                      |
| 8                 | Paraskevi Papachristou  | GRE Grécia         | 14.26 | 14.19 | x     | 14.04       | 13.99       | 13.81       | 14.26     |                      |
| 9                 | Susana Costa            | POR Portugal       | x     | x     | 14.12 | Não avançou | Não avançou | Não avançou | 14.12     |                      |
| 10                | Anna Jagaciak-Michalska | POL Polônia        | 14.07 | x     | 13.84 | Não avançou | Não avançou | Não avançou | 14.07     |                      |
| 11                | Kristin Gierisch        | GER Alemanha       | 13.65 | 13.96 | x     | Não avançou | Não avançou | Não avançou | 13.96     |                      |
| 12                | Kristiina Mäkelä        | FIN Finlândia      | x     | 13.95 | 13.70 | Não avançou | Não avançou | Não avançou | 13.95     |                      |

Legenda
| Recorde mundial      | Recorde mundial (World record)               |                       | Recorde africano                      | Recorde africano (African) |                                           | Q | Classificado por posição (Qualified) |
| Recorde olímpico     | Recorde olímpico (Olympic record)            | Recorde da América    | Recorde da América (Americas)         | q                          | Classificado por melhor tempo (Qualified) |   |                                      |
| Melhor marca do ano  | Melhor marca do ano (World leading)          | Recorde asiático      | Recorde asiático (Asian)              | DNS                        | Não largou (Did not start)                |   |                                      |
| Recorde nacional     | Recorde nacional (National record)           | Recorde europeu       | Recorde europeu (European)            | DNF                        | Não terminou (Did not finish)             |   |                                      |
| Recorde pessoal      | Recorde pessoal do atleta (Personal best)    | Recorde da Oceania    | Recorde da Oceania (Oceania)          | DSQ / DQ                   | Desclassificado (Disqualified)            |   |                                      |
| Recorde da temporada | Recorde da temporada do atleta (Season best) | Recorde sul-americano | Recorde sul-americano (South America) | NM                         | Sem marca (No mark)                       |   |                                      |